# Edvin Lehnert
Berthold Edvin Lehnert, född 18 februari 1884 i Mehlauken, Ostpreussen, död 31 oktober 1968 i Danderyds församling, var en svensk veterinär och serolog.
Edvin Lehnert var son till kantorn Dawid Lehnert. Han avlade avgångsexamen från gymnasiet i Tilsit 1902 och efter veterinärexamen i Hannover 1908 erhöll han legitimation som preussisk veterinär samma år. Efter assistenttjänstgöring vid hygieniska och bakteriologiska institutioner i Berlin och Halle blev han Regierungstierarzt i Kolonialamt 1914 och stationerades i Rabaul, Neupommern, i Bismarckarkipelagen. Vid Tyska Nya Guineas fall blev han krigsfånge men frigavs enligt kapitulationsfördraget och inträdde vid återkomsten till Tyskland 1915 som veterinärofficer i armén, närmast med tjänst på serodiagnostiska rotslaboratoriet i Königsberg och därefter vid ryska fronten. Ett att ha kommenderats till krigsskådeplatsen i Orienten blev Lehnert osmansk veterinärkapten 1916 och tjänstgjorde vid fronterna i Armenien, Mesopotamien och Syrien samt 1918 som bakteriolog vid hygieniska institutionen i Aleppo. Lehnert gick 1920 i svensk tjänst och blev 1922 svensk medborgare. Dessförinnan hade han vid veterinärhögskolan i Hannover 1921 blivit veterinärmedicine doktor på en i Stockholm utarbetad avhandling och 1922 efter kompletteringsexamen förklarats för svensk veterinär. Han blev samma år tillförordnad laborator, 1923 laborator för Statens veterinärbakteriologiska anstalts serumavdelning samt 1943 föreståndare för Statens veterinärmedicinska anstalts serologiska avdelning. Han blev medlem av serumnämnden 1946. På regeringsuppdrag studerade Lehnert 1924 i Tyskland dels mul- och klövsjukesmittämnets morfologi med mera, dels metoder för diagnosticerandet av infektiös anemi hos häst. 1939 disputerade han vid Veterinärhögskolan på en avhandling om hästens blodtyper för veterinärmedicinsk doktorsgrad och promoverades 1945. Han gjorde serodiagnostiska undersökningar rörande infektiös hästanemi, paratyfusabort hos häst med mera.